# Lake Ozark
Lake Ozark é uma cidade localizada no estado americano de Missouri, no Condado de Camden e Condado de Miller.

## Demografia
Segundo o censo americano de 2000, a sua população era de 1489 habitantes.
Em 2006, foi estimada uma população de 1937, um aumento de 448 (30.1%).

## Geografia
De acordo com o United States Census Bureau tem uma área de
20,1 km², dos quais 18,2 km² cobertos por terra e 1,9 km² cobertos por água. Lake Ozark localiza-se a aproximadamente 252 m acima do nível do mar.

## Localidades na vizinhança
O diagrama seguinte representa as localidades num raio de 16 km ao redor de Lake Ozark.